# Boloria polaris
Boloria polaris là một loài bướm ngày thuộc họ Nymphalidae. Nó được tìm thấy ở Northernmost Scandinavia, Bắc Mỹ (in North Eastern Alaska và miền bắc Canada) và ở Greenland. Nó cũng được tìm thấy ở North Eastern Nga. It is one of only six butterfly species có ở the Canadian đảo Ellesmere.
Sải cánh dài 32–38 mm. Chúng bay từ tháng 6 đến tháng 8 tùy theo địa điểm.
The exact food plants are unknown, but in Canada, larvae have been có ở Vaccinium uliginosum và Dryas species.

## Phân loài
The following subspecies are recognised:
- Boloria polaris erda (miền trung và Eastern Xibia).
- Boloria polaris kurentzovi (Chukotka Autonomous Okrug và đảo Wrangel ở Xibia).
- Boloria polaris polaris (miền bắc Scandinavia, Greenland và North America).